# Hidegkút
Hidegkút là một thị trấn thuộc hạt Veszprém, Hungary. Thị trấn này có diện tích 13,58 km², dân số năm 2010 là 458 người, mật độ 34 người/km².